# John Barnett
John Mitchell Barnett (Mount Shasta, 23 de fevereiro de 1962 – Charleston, 9 de março de 2024) foi um engenheiro aeronáutico norte-americano, tendo sido funcionário da Boeing por mais de 30 anos.
Tornou-se conhecido ao denunciar irregularidades na segurança e qualidade da empresa durante a fabricação das aeronaves, bem como mencionar pressões internas sobre os colaboradores para acelerar o processo de produção e entrega dos produtos. Suas declarações chamaram a atenção da mídia e de agências de segurança e regulamentação da aviação, em especial da Administração Federal de Aviação (FAA), levantando questões sobre a conduta corporativa da Boeing.

## Biografia
John Barnett nasceu em Mount Shasta, na Califórnia, mas cresceu no estado da Luisiana, acompanhado de seus três irmãos. Seus pais se separaram enquanto ele ainda era jovem.
Depois de concluir o colegial, alistou-se na Força Aérea dos Estados Unidos, mas não seguiu a carreira militar devido à falta de vagas de treinamento para novos recrutas. Como alternativa, aceitou um posto na Rockwell International, onde auxiliou na fabricação de peças para o programa espacial estadunidense.
Integrou a equipe da Boeing de 1985 até sua aposentadoria em 2017, ocupando a partir de 2010, a função de gerente de controle de qualidade na planta da empresa em North Charleston, Carolina do Sul.
Barnett foi casado duas vezes. Sua primeira esposa foi Cindy Swafford, e anos depois, após se divorciarem, casou-se com Diane Johnson, que faleceu de câncer em 2022. Ambas as suas esposas também trabalharam na Boeing.

### Denúncias contra a Boeing
Antes de se aposentar, Barnett relatou diversos problemas de segurança e qualidade para a própria Boeing e para Administração Federal de Aviação (FAA). Seu relatório apontava que aparas de metal próximas aos sistemas elétricos do controle de voo dos aviões, poderiam provocar falhas catastróficas caso atingissem a fiação. A Boeing inicialmente negou as alegações, mas uma auditoria da FAA em 2017, identificou que pelo menos 53 peças utilizadas nas aeronaves encontravam-se em inconformidade, obrigando a Boeing a implementar medidas corretivas. Ainda em 2017, Barnett delatou as falhas de segurança à Administração de Segurança e Saúde Ocupacional (OSHA) como parte do Programa de Proteção de Denunciantes da FAA, abrindo um processo contra a Boeing. No entanto, as investigações foram encerradas em 2021, dando a causa ganha em favor da Boeing.
Durante uma entrevista para a BBC em 2019, Barnett afirmou que a Boeing pressionava os funcionários a acelerar a produção das aeronaves, o que resultava na instalação deliberada de peças defeituosas e de baixa qualidade. Ele também mencionou que testes nos sistemas de oxigênio de emergência do modelo 787 Dreamliner revelaram uma taxa de falha de 25%, o que significava que um em cada quatro sistemas, poderia falhar em uma situação real de emergência. Barnett disse ter reportado essas falhas aos gerentes, mas que nenhuma providência foi tomada.
Denúncias feitas por ex-funcionários da Boeing que alertavam sobre falhas na produção dos aviões, voltaram à discussão após parte da fuselagem de um modelo 737 Max 9 se desprender durante um voo operado pela Alaska Airlines em 5 de janeiro de 2024. Em entrevista à ABC News, Barnett relacionou o incidente com a cultura interna da Boeing, ressaltando a pressa na linha de produção das aeronaves, que poderia comprometer a segurança dos aviões.

## Morte
Barnett foi encontrado morto em 9 de março de 2024, com um ferimento à bala autoinfligido dentro de sua picape em um estacionamento na Carolina do Sul. Na mesma semana, ele prestaria entrevistas em um processo movido por ele contra a Boeing por difamação e danos à sua carreira. Dias antes, Barnett também atuou como testemunha em um processo movido por outros denunciantes contra a empresa.

### Teorias da conspiração
Uma teoria da conspiração alegando que a Boeing teria assassinado Barnett se espalhou após uma amiga pessoal relatar que ele lhe dissera: "Se algo acontecer comigo, não foi suicídio". A família de Barnett afirmou que ele sofria de Transtorno de Estresse Pós-Traumático (TEPT) e ansiedade devido ao ambiente de trabalho hostil na Boeing. Após sua morte, a empresa divulgou uma nota lamentando sua perda e expressando solidariedade à sua família.
Após a divulgação do legista, os advogados de Barnett afirmaram que embora a Boeing não tenha causado sua morte diretamente, a empresa teria contribuído com o seu fim. Dois meses depois, a morte de Joshua Dean, outro denunciante, que faleceu após ser internado devido a uma infecção grave, reacendeu as suspeitas, fazendo com que outros 10 denunciantes se manifestassem contra a empresa.